# Syliphone
 (juin 2023).
Si vous disposez d'ouvrages ou d'articles de référence ou si vous connaissez des sites web de qualité traitant du thème abordé ici, merci de compléter l'article en donnant les références utiles à sa vérifiabilité et en les liant à la section « Notes et références ».

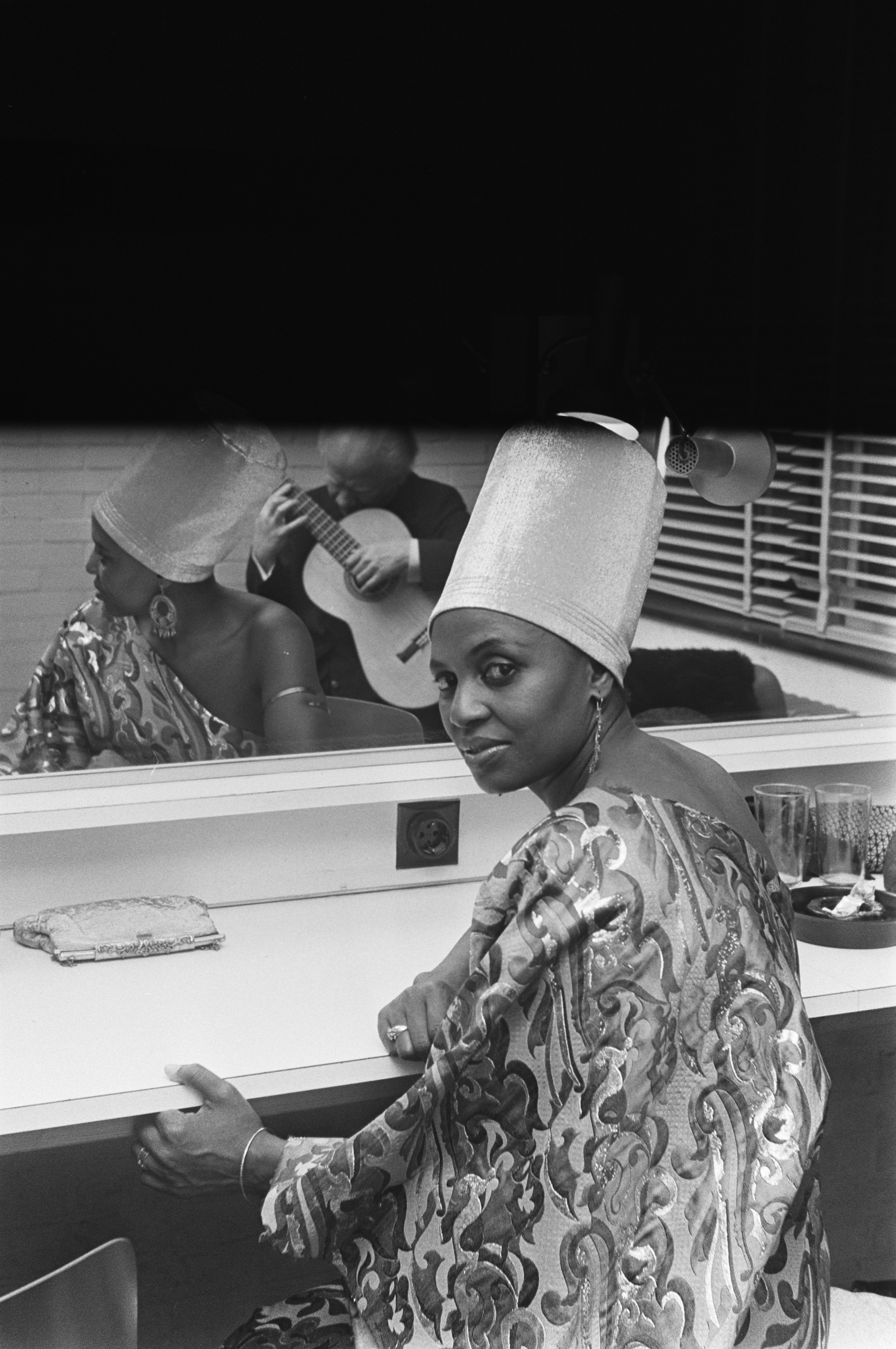
Miriam Makeba, lauréate d'un Grammy Award, a sorti Appel A L'Afrique sur Syliphone en 1971.

Syliphone est un ancien label discographique d'État guinéen, actif de 1967 à 1984. 

## Histoire
Lors d'un référendum organisé le 28 septembre 1958, les Guinéens votent à plus de 95 % l'indépendance de leur pays vis-à-vis de la France. Quatre jours plus tard, le 2 octobre 1958, le pays devient officiellement indépendant,. Dans ce contexte, le Conseil national de la Révolution de Guinée décide de dissoudre les groupes musicaux de la capitale, Conakry, jugés trop coloniaux dans leurs chansons. Le premier président guinéen, Ahmed Sékou Touré, créé alors par décret présidentiel le label Syliphone, dans le but de redorer la fierté nationale et de donner un élan décisif aux œuvres musicales guinéennes, dans le cadre de sa politique panafricaine,. 
Placé sous l'autorité du Ministère de l'Information de Guinée, le label est chargé de produire et distribuer des disques (il en édite des centaines), tout en incitant « les collectivités locales à se doter de discothèques où se fournir lors des manifestations festives et politiques ». Ses objectifs sont ainsi d'exploiter le patrimoine culturel guinéen pour promouvoir la culture nationale et la vision politique du gouvernement, aussi bien au niveau national qu'international,,.  À cet effet, Syliphone reçoit des financements de l'État guinéen, devenant le 1er label discographique africain à obtenir un financement de l'État dans l'ère postcoloniale[réf. souhaitée], et une partie de ses bénéfices est reversée à une caisse pour les artistes. Ces derniers deviennent salariés de l'État et sont encouragés « à composer et écrire de nouvelles chansons dans un style plus moderne, sans pour autant renier l'influence des chants traditionnels africains » comme le fait le groupe Bembeya Jazz,. En 1973, une société civile nommée Syliart est créée pour protéger les droits moraux et matériels des artistes. La même année, le label se transforme en Agence guinéenne du spectacle, renforçant ainsi le statut de salarié des artistes.   
Cette politique d'utiliser la musique comme outil de soft power a permis à la Guinée de s'imposer dans le monde de la musique africaine et sur la scène internationale,.  
En 1982, le gouvernement guinéen commence la liquidation de Syliphone et, après la mort d'Ahmed Sékou Touré en 1984, le label est totalement dissous,.  